# Salooto Feerde
Salooto Feerde (auch: Green Island, Isolotto Verde) ist eine Insel in Somalia. Sie gehört politisch zu Jubaland und geographisch zu den Bajuni-Inseln, einer Kette von Koralleninseln (Barriereinseln), welche sich von Kismaayo im Norden über 100 Kilometer bis zum Raas Kaambooni nahe der kenianischen Grenze erstreckt.

## Geographie
Die Insel ist die „kleine Schwester“ von Bishikaani. Sie liegt nördlich von Bishikani in der Refuuji Bey zwischen der Halbinsel Kuwaajuule und der künstlich mit dem Festland verbundenen Insel Seerbeenti, zusammen mit einigen winzigen Inseln und mehreren Riffen und Felsen, unter anderem Fafaatu, sowie Blaankeed Noo, Meedso und Fered.

## Klima
Als Klima herrscht heißes Steppenklima mit Monsuneinfluss.